# تشکیل دولت اسپانیا (۲۰۲۳)
تشکیل دولت اسپانیا (انگلیسی: 2023 Spanish government formation) پس از انتخابات سراسری اسپانیا (۲۰۲۳) در ژوئیه ۲۰۲۳، که نتوانست اکثریت آراء را برای هیچ‌یک از احزاب سیاسی به دست آورد، در نتیجه کابینه قبلی به ریاست پدرو سانچز تشکیل شد تا در انتخاب دولت جدید در سمت سرپرستی باقی بماند.
این انتخابات موفق نشد اکثریت آراء را برای بلوک چپ، متشکل از حزب کارگران سوسیالیست اسپانیا (PSOE) و سومار، با حمایت چپ جمهوری‌خواه کاتالونیا (ERC)، ای‌اچ بیلدو، حزب ملی‌گرای باسک (PNV) فراهم کند. در نتیجه بلوک ناسیونالیست گالیسیا (BNG)، یا بلوک راست‌گرا، متشکل از حزب مردم (PP)، واکس، اتحادیه خلق ناوارس (UPN) و ائتلاف قناری (CCa) و باهم برای کاتالونیا تنها احزابی بودند که در صحنه باقی‌ماندند. این نتیجه غیرمنتظره‌ای برای حزب کارگران سوسیالیست اسپانیا سانچز و عملکرد ضعیف جناح راست به رهبری حزب مردم بود و گمانه‌زنی‌ها را در مورد آینده آلبرتو نونیز فییو، رهبر حزب مردم ایجاد کرد.
پس از هفته‌ها تنش‌های سیاسی باعث شد سانچز قانون عفو سیاستمداران کاتالونیایی را که به خاطر رویدادهای مربوط به بحران قانون اساسی اسپانیا (۲۰۱۷) و تظاهرات ۲۰۱۹–۲۰۲۰ کاتالونیا محکوم شده یا مورد تحقیق قرار گرفته‌بودند به تصویب برساند، سپس او توانست حمایت سومار، چپ جمهوری‌خواه کاتالونیا را جلب کند، و در نهایت با باهم برای کاتالونیا، ای‌اچ بیلدو، حزب ملی‌گرای باسک، بلوک ناسیونالیست گالیسیا و ائتلاف قناری مجدداً اکثریت مطلق را در ۱۶ نوامبر ۲۰۲۳ به دست آورد تا به عنوان نخست‌وزیر اسپانیا انتخاب شود. این برای اولین بار از سال ۲۰۱۱ است که نیازی به تکرار انتخابات نبود، و همچنین اولین بار از آن تاریخ است که یک نامزد در اولین سرمایه‌گذاری رای‌گیری انتخاب می‌شود. انتخاب مجدد سانچز و پیشنهاد قانون عفو، اعتراضات را نیز برانگیخت.